# Just M. Vlak
Justinus (Just) M. Vlak (Tilburg, 22 juni 1947) is een Nederlands wetenschapper. Hij was als hoogleraar verbonden aan de Universiteit Wageningen en aan het Research Centre van deze universiteit.

## Levensloop
Just Vlak volgde de Gymnasium-beta opleiding aan het St. Bonifatiuslyceum in Utrecht (1959-1966), studeerde biologie aan de Universiteit Utrecht (1966-1971) en promoveerde tot doctor in de Wiskunde en Natuurwetenschappen (1976) op een moleculair-virologisch onderwerp bewerkt op het Laboratorium voor Fysiologische Chemie. 
Hij is sinds 1976 verbonden aan de Universiteit van Wageningen, vanaf 1982 als wetenschappelijk hoofdmedewerker en vanaf 1997 als persoonlijk hoogleraar met als werkveld 'Virologie van ongewervelde dieren' (insecten, kreeftachtigen). In 1980 bracht hij een jaar door op de afdeling Entomologie van Texas A&M-universiteit, College Station, Texas, USA, bij Professor Max D. Summers. 
In 1996 werd hij benoemd tot Honorary Professor van het 'Institute of Virology' van de Chinese Academie van Wetenschappen, in Wuhan, Volksrepubliek China. 
Tussen 2002 en 2008 was hij respectievelijk President-Elect, President en Past-President van de internationale Society for Invertebrate Pathology. Hij organiseerde het wereldcongres van deze organisatie in 1986 en 2001 in Nederland. In 2006 ontving hij de Founders Lecture Award van deze organisatie voor zijn wetenschappelijke werk.In 2021 werd hij erelid van de Society.  
Gedurende zijn carrière was hij editor en associate editor van diverse internationale wetenschappelijke tijdschriften. Hij heeft meer dan duizend publicaties op zijn naam. 
Was zijn onderzoek aanvankelijk gericht op het gebruik van virussen bij de biologische bestrijding van plaaginsecten in land- en tuinbouw, later richtte hij zich ook op het voorkomen van virusziekten bij ongewervelde dieren zoals garnalen, bijen en vliegen. Daarnaast richtte hij zich op de toepassing van insectenvirussen bij de ontwikkeling en aanmaak van vaccins voor mens en dier. Zijn expertise ligt op de domeinen van de virologie, biotechnologie, biologische bestrijding, vaccinologie, parasitologie, evolutie en genetica. 
Hij was hoogleraar-beheerder van de Leerstoelgroep 'Laboratory of Virology' (2009-2013), onderdeel van Wageningen University & Research Centre. Hij was wetenschappelijk directeur van de Wageningen Graduate School 'Production Ecology & Resource Conservation' (2002-2007). Hij was ook vice-decaan en lid van het College voor Promoties (Academic Board) van de universiteit (2007-2013).
Just Vlak ging in 2012 met emeritaat en houdt zich thans bezig met de geschiedenis van zijn woonplaats Rhenen

## Publicaties
- Insect Cell Cultures (samen met Cornelis De Gooijer & Johannes Tramper), Springer, 1996
- Planten inenten hulpmiddel bij gebrek aan resistentie : Cross protection bruikbaar alternatief als resistentie ontbreekt (samen met T. Kierkels, & F. Heuvelink), in: Onder Glas, vol.6, nr.12 – pp. 9-11.
- Historical anecdotes: Adolf Mayer: a pioneer in virology 125 years ago, in: Microbiology Today, vol.2007 – pp. 176-177.
- Een nieuw baculovirus van en voor de Turkse mot, (samen met M.M. van Oers, G.J. Messelink & S. Peters), in: Gewasbescherming, 2005, vol.36, nr.6 – pp. 268-269.